# Ozarba implicita
Ozarba implicita là một loài bướm đêm trong họ Noctuidae.